# إغناطيوس زكا الأول عيواص

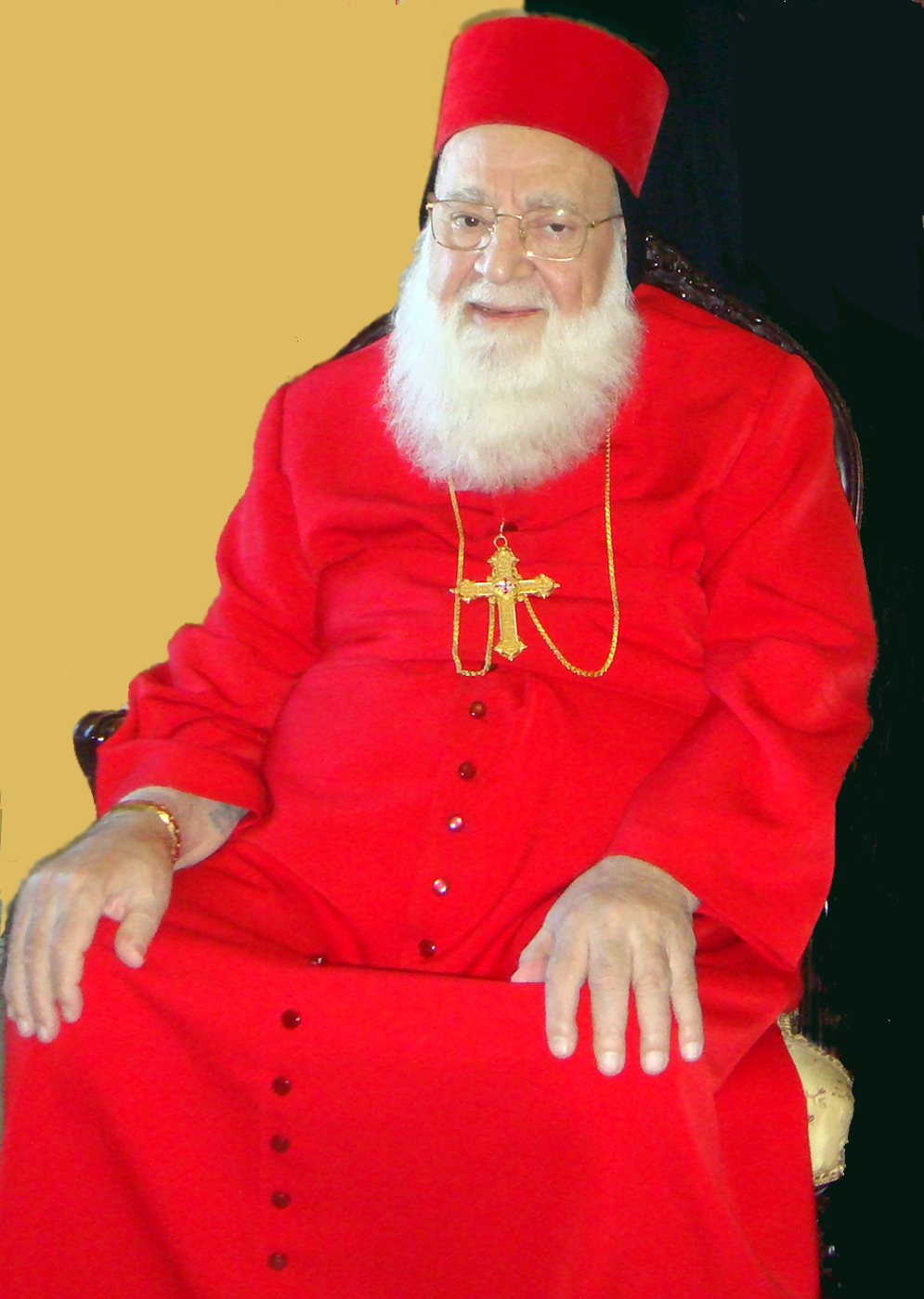

مار إغناطيوس زكا الأول عيواص (21 أبريل 1931 - 21 مارس 2014)، هو البطريرك رقم 122 للكنيسة السريانية الأرثوذكسية في أنطاكية وسائر المشرق. وُلِد باسم سنحاريب عيواص. نصب بطريركًا في 14 سبتمبر 1980 في كاتدرائية القديس جاورجيوس البطريركية في دمشق، خلفًا للبطريرك إغناطيوس يعقوب الثالث. وكما جرت العادة لرئيس الكنيسة، اتخذ الاسم البطريركي "إغناطيوس"، واحتفظ باسمه الأسقفي التقليدي "سيفريوس".
عُرف البطريرك زكا الأول بانخراطه في الحوار المسكوني، حيث كان رئيسًا لمجلس الكنائس العالمي ومراقبًا في المجمع الفاتيكاني الثاني قبل أن يصبح أسقفًا للموصل. كما ألّف العديد من الكتب الدينية. شغل منصب رئيس أساقفة بغداد والبصرة أثناء انتخابه بطريركًا.
خلال فترة بطريركيته، أنشأ مدرسة دينية رهبانية، وقام بتعيين العديد من المطارنة، من بينهم باسيليوس توماس الأول ككاثوليك في الهند. التقى بالبابا يوحنا بولس الثاني خلال زيارة الأخير إلى سوريا عام 2001، واحتفل بيوبيله الفضي كبطريرك.
في 20 فبراير 2014، أُدخل إلى أحد مستشفيات ألمانيا لإجراء عملية رأب الأوعية الدموية، وتوفي في 21 مارس 2014.

## حياته
وُلِد مار إغناطيوس زكا الأول عواس في مدينة الموصل العراقية لأسرة سريانية أرثوذكسية. التحق بمعهد مار أفرام السرياني اللاهوتي التابع للكنيسة عام 1946، ونذر حياته للرهبنة في 6 يونيو 1954، حيث مُنح اسم "زكا" وفقًا للتقاليد الكنسية التي تُطلق على الرهبان أسماء جديدة كرمز لبداية حياة جديدة تختلف عن حياتهم المدنية السابقة.
عمل بالتدريس في المعهد اللاهوتي الذي تخرج منه لمدة عام واحد فقط، ثم انتقل إلى مدينة حمص في سوريا ليُعين سكرتيرًا خاصًا للبطريرك مار إغناطيوس أفرام الأول برصوم. استمر في شغل هذا المنصب حتى بعد وفاة البطريرك أفرام الأول وتنصيب مار إغناطيوس يعقوب الثالث خلفًا له. ارتقى إلى درجة الكهنوت عام 1959.
رافق الربان زكا البطريرك مار إغناطيوس يعقوب الثالث في جميع زياراته الرعوية لأبناء الكنيسة السريانية حول العالم. وثّق هذه الزيارات في كتابين بعنوان: "المرقاة في أعمال راعي الرعاة" و**"المشكاة"**.
خلال زيارته للولايات المتحدة الأمريكية، حصل على منحة دراسية من كلية اللاهوت العامة التابعة للكنيسة الأسقفية. بقي في الولايات المتحدة بعد موافقة البطريرك وتابع دراسته اللاهوتية في جامعة نيويورك لمدة عامين بين عامي 1960 و1962، حيث أتقن اللغة الإنجليزية وركز على دراسة اللغة العبرية القديمة. لاحقًا في عام 1983، منحته الكلية شهادة دكتوراه فخرية.
بعد عودته من نيويورك عام 1962، أرسله البطريرك إلى روما للمشاركة كمراقب في أعمال المجمع الفاتيكاني الثاني الشهير. وفي العام التالي 1963، رفعه البطريرك مار إغناطيوس يعقوب الثالث إلى منصب مطران أبرشية الموصل للسريان الأرثوذكس، ومنحه اسم "سويريوس"، وذلك وفق تقاليد الكنيسة التي تُطلق على الرهبان المرتقين إلى درجة الأسقفية أسماء مستوحاة من رجال الدين المسيحي الأوائل.
باشر مهامه في رعاية السريان الأرثوذكس في الموصل بحماس وتفانٍ، حيث أنشأ مركزًا للتربية الدينية لأبناء الطائفة، ورمم العديد من أبنية وأوقاف الكنيسة. وخلال خدمته، تم اكتشاف صندوق صغير يحتوي على عظام القديس توما في كنيسة تحمل اسمه، وهو اكتشاف ذو أهمية روحية وتاريخية كبيرة لأبرشية الموصل.
في عام 1966، عُيّن بالوكالة راعيًا لأبرشية دير مار متى، ثم انتقل عام 1969 إلى أبرشية بغداد والبصرة. ونظرًا لنشاطه وتفانيه، عُيّن أيضًا مطرانًا بالوكالة لأوروبا عام 1976. بعد وفاة البطريرك مار إغناطيوس يعقوب الثالث، اختير بطريركًا للكنيسة السريانية الأرثوذكسية، حيث جلس على كرسي رئاسة الكنيسة في 14 سبتمبر 1980، ليصبح البطريرك الـ122 في تاريخها.
تميز البطريرك زكا بسجل حافل في العمل الكنسي المسكوني منذ بداية مشواره الكهنوتي، حيث شارك في مؤتمرات دولية مثل مؤتمر أورس في الدنمارك عام 1964 ومؤتمر لامبث في لندن عام 1968، إلى جانب العديد من اللقاءات والحوارات مع الكنائس المسيحية الأخرى ومع علماء الدين الإسلامي. كما كان له دور كبير في خدمة أبناء رعيته في مختلف أنحاء العالم، وله مواقف وطنية مشهودة تجاه القضايا المصيرية في المنطقة، وعلى رأسها القضية الفلسطينية.
ارتبط البطريرك بعلاقات صداقة قوية مع العديد من كبار رجال الدين المسيحي والإسلامي، وكان شخصية تحظى باحترام وتقدير في الأوساط الدينية والوطنية.

## دراساته العلمية
- مدرسة مار إفرام للسيريان الأرثوذكس للدراسات اللاهوتية بالموصل بالعراق.
- الدراسات اللاهوتية العامة بجامعة نيويورك بنيويورك.
- عضو بأكادمية العلوم بالعراق.
- عضو فخري بالأكاديمية العربية بالأردن.
- عضو بكلية الدراسات السريانية، كلية لوثرن للدراسات اللاهوتية بشيكاغو 1981.
- الدكتوراه الفخرية في اللاهوت، الدراسات اللاهوتية العامة بنيويورك.
- يجيد السريانية والعربية والإنجليزية بطلاقة وهو معروف بمقدرته العالية على الوعظ المسيحي في الأمور الدينية وله مؤلفات روحية ولغوية وتاريخية عديدة.

## مواضيع ذات صلة
- الكنيسة السريانية الأرثوذكسية
- قائمة البطاركة السريان في انطاكية

## مواقع ذات صلة
- سيرة حياته من الموقع الرسمي لبطريركية أنطاكية وسائر المشرق للسريان الأرثوذكس
- his Holiness Ignatius Zakka I Iwas, Patriarch of Antioch.
- الجوهرة ܡܪܓܢܝܬܐ الكنيسة السريانية الأرثوذكسية Resources
- Biography from Malankara Syriac Christian Resources
- Biography from Syriac Orthodox in Australia[وصلة مكسورة]